# Trichorhina pittieri
Trichorhina pittieri is een pissebed uit de familie Platyarthridae. De wetenschappelijke naam van de soort is voor het eerst geldig gepubliceerd in 1921 door Arthur Sperry Pearse.